# Buryure
Buryure (ブリュレ) è un film del 2008 diretto da Kenta Hayashida.

## Trama
Due sorelle si reincontrano dopo 13 anni. Hinako è un'incendiaria seriale. Minako ha un segreto.